# 20793 Goldinaaron
20793 Goldinaaron (2000 SF118) là một tiểu hành tinh vành đai chính được nhóm nghiên cứu tiểu hành tinh gần Trái Đất phòng thí nghiệm Lincoln phát hiện vào ngày 24 tháng 9, năm 2000 tại Socorro. Tiểu hành tinh này được đặt tên theo tên của Aaron Goldin.